# George Abraham Grierson
George Abraham Grierson (7 janvier 1851 - 9 mars 1941) est un administrateur et linguiste en Inde britannique.
Il travaille dans la fonction publique indienne, mais son intérêt pour la philologie et la linguistique le conduisent à poursuivre des études sur les langues et le folklore de l'Inde lors de ses affectations au Bengale et au Bihar. Il publie de nombreuses études dans les revues de sociétés savantes et écrit plusieurs livres au cours de sa carrière administrative, mais propose une étude linguistique formelle au Congrès oriental de 1886 à Vienne. Le Congrès recommande l'idée au gouvernement britannique et il est nommé surintendant de la Linguistic Survey of India nouvellement créée en 1898. Il poursuit son travail jusqu'en 1928, enquêtant sur les populations du territoire indien britannique, en documentant les langues parlées, en enregistrant les voix, les formes écrites et en étant responsable de la documentation d'informations sur 179 langues, définies par lui à travers un test d'inintelligibilité mutuelle, et 544 dialectes qu'il place dans cinq familles de langues. Il publie les résultats de l’Enquête linguistique dans une série composée de 19 volumes.

## Biographie
Grierson est né à Glenageary, dans le comté de Dublin. Son père et son grand-père (George Grierson) sont des imprimeurs et éditeurs dublinois réputés. Sa mère Isabelle est la fille de Henry Ruxton d'Ardee. Il fait ses études à l'école St. Bees et, dès l'âge de 13 ans, à Shrewsbury. Il va ensuite au Trinity College de Dublin, où il étudie les mathématiques. Grierson entre dans le service civil indien en 1871, se classant vingt-huitième pour l'année. Il poursuit ses études au Trinity College pendant deux années probatoires où il est influencé par Robert Atkinson (philologue), professeur de langues orientales. Il s'intéresse vivement aux langues et remporte des prix pour ses études en sanskrit et en hindoustani avant de partir pour la présidence du Bengale en 1873. D'abord affecté à Bankipore (Patna) au Bihar, il devient magistrat et collecteur à Patna et plus tard, en 1896, agent de l'opium pour le Bihar. Il épouse Lucy Elizabeth Jean, fille de Maurice Henry Fitzgerald Collis, chirurgien de Dublin, en 1880, mais ils n'ont pas d'enfants,.
Grierson assiste au Congrès oriental en 1886 à Vienne et propose l'idée d'une linguistique formelle en Inde. Grierson est un délégué de la Royal Asiatic Society avec Theodore Duka, Albert Terrien de Lacouperie, Cecil Bendall et Robert Needham Cust. Lors du Congrès, il est noté que le nombre de langues indiennes reste inconnu, les estimations variant entre 20 et 250. Une résolution est adoptée exhortant le gouvernement à entreprendre une « étude systématique et délibérée des langues de l'Inde ». Parmi les signataires figurent Karl Bühler, Max Müller, Monier Williams et Grierson. La recommandation est faite au gouvernement britannique et en 1898, il est nommé surintendant de la nouvelle Enquête linguistique de l'Inde. Pour l’enquête, un ensemble standard de matériaux est recherché. Il demande à des fonctionnaires du gouvernement de recueillir des données pour chaque langue, dialecte et sous-dialecte, en allant de village en village et en échantillonnant toutes les classes et tous les sexes. Il fournit des formulaires et du matériel pédagogique à ses correspondants. Il recherche une version de la parabole du fils prodigue, des récits oraux et une liste prédéfinie de 241 mots et phrases (cette liste a été établie par George Campbell en 1866). La parabole est choisie parce qu'elle « contient les trois pronoms personnels, la plupart des cas trouvés dans la déclinaison des noms, et les temps présent, passé et futur du verbe ». L'enquête classe les langues de 290 000 000 de personnes. En 1900, il s'installe en Angleterre « pour pouvoir consulter les bibliothèques et les chercheurs européens ». En 1903, la plupart des données sont arrivées et il prend sa retraite de la fonction publique indienne. Il passe les trente années suivantes à éditer l'énorme quantité de matériel rassemblé et travaille brièvement en collaboration avec le linguiste norvégien Sten Konow (qui contribue au volume III sur les langues tibétaines). Le 8 mai 1928, l'achèvement de l'enquête linguistique sur l'Inde est célébré au restaurant Criterion par la Royal Asiatic Society of Great Britain and Ireland, Lord Birkenhead proposant le toast.
Grierson publie des ouvrages universitaires tout au long de sa carrière : sur les dialectes et la vie paysanne du Bihar, sur la littérature hindi, sur le bhakti et sur la linguistique. Ses contemporains notent à la fois son manque de sympathie pour l'Advaïta védanta, qu'il considère comme une « religion pandit », et sa « chaleureuse appréciation de la dévotion monothéiste des gens de la campagne ». Il publie également des textes littéraires et des écrivains, notamment un article sur Kâlidâsa en 1877.
La plupart des travaux ultérieurs de Grierson portent sur la linguistique. Dans un récit de sa vie, F.W. Thomas et Ralph Lilley Turner font référence aux nombreuses publications du Linguistic Survey of India comme étant « un grand musée impérial, représentant et classant systématiquement la botanique linguistique de l'Inde ».
Grierson est décédé à Camberley, dans le Surrey, en Angleterre, à Rathfarnham, la maison qu'il a construite et nommée d'après le château de son grand-père à Dublin.
Grierson est membre honoraire du Nagari Pracharini Sabha à Bénarès. Il est membre honoraire de la Société asiatique de Calcutta, de la Bihar and Orissa Research Society, de la Modern Language Association, de la Linguistic Society of India et du Bangiya Sahitya Parishat,. Il reçoit plusieurs autres diplômes honorifiques des universités de Halle, Cambridge, Oxford et Bihar. Un prix littéraire indien, le prix Dr. George Grierson, est nommé en son honneur en 1989.

## Publications
Grierson est un écrivain prolifique. À l'occasion de son 85e anniversaire, un article est rédigé en son honneur et publié par la School of Oriental Studies, qui comprend une liste des publications de Grierson occupant 22 pages,.
- (en) George Abraham Grierson, Linguistic Survey of India, Calcutta, Government Press, 1898-1928 (lire en ligne)
- (en) George Abraham Grierson, Bihar Peasant Life, Being a Discursive Catalogue of the Surroundings of the People of That Province, With Many Illustrations From Photographs Taken By the Author. Prepared Under Orders of the Government of Bengal., London, Trübner & Co., 1885 (lire en ligne)
- (en) George Abraham Grierson (3 volumes), Seven Grammars of the Dialects and Subdialects of the Bihari Language (1883–87) (ISBN 81-7835-451-9).
- (en) Sir George Abraham Grierson, The Pisaca languages of north-western India, Londres, The Royal asiatic Society, 1906 (lire en ligne)
- (en) Grierson George Abraham (11 volumes en 19 parties), Linguistic Survey of India.
- (en) George Abraham Grierson, A Dictionary of the Kashmiri Language, Calcutta, Asiatic Society of Bengal, 1916 (lire en ligne)
- (en) George Abraham Grierson, Ishkashmi, Zebaki and Yazghulami. An Account of Three Eranian Dialects., London, Royal Asiatic Society, 1920 (lire en ligne)
- (en) Sir George Grierson et Barnett, Lionel D. Barnett, Lalla-Vakyani, London, Royal Asiatic Society, 1920 (lire en ligne)
- (en) The Lay of Alha: A Saga of Rajput Chivalry as Sung by Minstrels of Northern India, SAMP early 20th-century Indian books project  (trad. William Waterfield), Sir George Abraham Grierson, Oxford University Press, H. Milford, 1923.
- (en) George Abraham Grierson, « Gleanings from the Bhakta-Mala », Journal of the Royal Asiatic Society,‎ 1909, p. 607-644.
- (en) George Abraham Grierson, « Gleanings from the Bhakta-Mala », Journal of the Royal Asiatic Society,‎ 1910, p. 269-306.
- (en) George Abraham Grierson, « Gleanings from the Bhakta-Mala », Journal of the Royal Asiatic Society,‎ 1910, p. 87-109.
- (en) George Abraham Grierson, 2007, Kachhi Ji Bhasa VIgnanik Vadhod (ક્છી જ્ી ભાસા વ̃ગ્ નાનીક્ વાધૉડ઼્), Translated in Kachhi Language from Linguistic Survey of India, Volume 8, Part 1 (1919) by Manilal Gala, Vadhod PIrkasan: 1-122[14].